# Castell de Toló
El Castell de Toló és el castell que es troba en l'origen del poble i antic terme de Sant Salvador de Toló, al qual pertany. Des del 1970 és dins del terme municipal de Gavet de la Conca. És un monument declarat com a bé cultural d'interès nacional.
Està situat en un turó a llevant de la Serra de la Campaneta, contrafort nord-oriental del Montsec de Rúbies, a la capçalera del riu de Conques. És damunt i al nord del poble de Toló.
La seva església, dedicada a sant Vicenç fou la primitiva parròquia del terme del castell, que, amb el pas del temps, esdevingué de Sant Salvador de Toló per trasllat del centre neuràlgic del terme a la zona plana, on s'erigí una nova església, dedicada a sant Salvador.
El castell és documentat des del segle xi, a les afrontacions dels altres castells pallaresos: Biscarri, Llimiana i Mur, però les restes arqueològiques fan veure que possiblement té un origen almenys visigot.
El 1058 el comte Ermengol III d'Urgell cedia aquest castell a Arnau Mir de Tost, enviat pel comte d'Urgell a conquerir la Conca Dellà als alarbs del pla de Balaguer, que en tenien el domini a la primera meitat del segle xi. El comte moria el 1065, i la seva vídua, Sança, que n'era la propietària dels drets, cedia el castell i terme de Toló a Sant Pere d'Àger. Tanmateix, dos anys més tard, Sança retia jurament de fidelitat al comtes de Barcelona Ramon Berenguer I i la seva muller Almodis per tot de castells que li pertanyien, entre ells el de Toló. Finalment, el 1071 Arnau Mir de Tost cedia aquest castell a la seva filla Valença i al seu net Arnau, que més endavant esdevindria comte de Pallars Jussà.

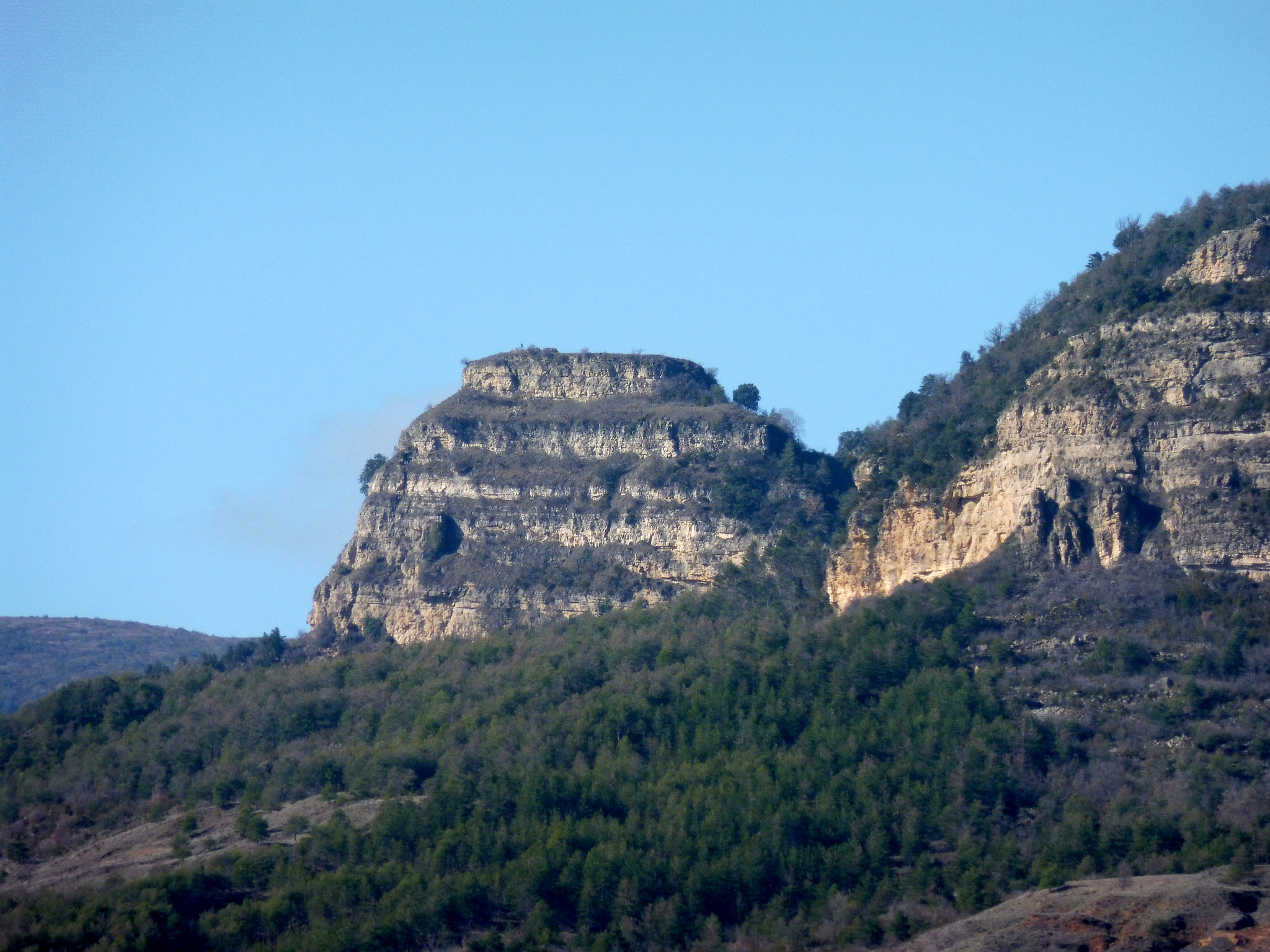
El turó del castell des dels Masos de Sant Martí

Més endavant, el castell de Toló passà a mans dels vescomtes de Vilamur, però tot i que se'n té constància documental, car està documentat des de la segona meitat del segle xiv fins a principis del xix, no se sap en quina data es produí la cessió, ni de quina mena de cessió es va tractar.
El castell ocupava tot el cim del turó. Es tracta d'una superfície d'uns 72 metres d'est a oest per 95 de nord a sud. Al bell mig hi ha les restes de l'església de sant Vicenç. Com que aprofitava del tot les roques que aïllen la plataforma superior dels seus vessants, l'accés al castell esdevenia molt difícil, per la qual cosa la mateixa orografia del lloc emmurallava en bona part la mola. A més, però, hi havia unes murades, que estan en part destruïdes, però que arriben a tenir tres metres d'alçada en alguns fragments. Estan fetes amb pedres petites, irregulars, però ben disposades en filades. Això ens fa veure el castell de Toló com una construcció romànica primitiva, del segle xi. Les restes de les parets es poden veure als peus de l'estimball que queda dessota de la mola superior.
Hi havia una única entrada, a l'extrem sud del recinte. Possiblement el castell, pròpiament dit, ocupava l'espai immediat a aquest accés, i la resta devia ser destinat, com a Llordà, per exemple, a la població del terme; per això l'església parroquial es trobava en aquest mateix lloc.
La situació d'aquest castell és molt estratègica: domina tota la Conca Dellà, que queda estesa als seus peus. Segons els especialistes, citats a la bibliografia, pot tractar-se d'una fortificació del Baix Imperi Romà, que anà perdurant en la seva tasca defensiva fins a l'edat mitjana.